# Delias laknekei
Delias laknekei is een vlindersoort uit de familie van de Pieridae (witjes), onderfamilie Pierinae.
Delias laknekei werd in 2007 beschreven door Miller, L, Simon & Wills.